# Jeffrey Hoover
Jeffrey Hoover (* 11. September 1959 in Anderson, Indiana) ist ein US-amerikanischer Komponist und Maler.

## Leben und Wirken
Hoover studierte Musikpädagogik, Komposition und Musikwissenschaft an der Ball State University sowie interdisziplinäre Kunst und Komposition an der Texas Tech University. Seine Kompositionslehrer waren David Foley, Ernesto Pellegrini, Loretta Jankowski und Mary Jeanne van Appledorn, elektronische Studiotechnik lernte er bei Cleve Scott und Steven Paxton. Er leitet die Fakultät für Kunst, darstellende und angewandte Kunst.
1990 begründete er die Konzertreihe New Music Today, bei deren Konzerten u. a. Werke von Mary Jeanne van Appledorn, Dominick Argento, Larry Austin, John Biggs, Kristine H. Burns, Sonny Burnette, Keith A. Carpenter, James Dashow, Jewel Dirks, Carlisle Floyd, Warren Gooch, Orlando Legname, Tom Lopez, Tim Meier, Donald C. Meyer, Dary John Mizelle, Katherine Ann Murdock, Steven Paxton, Kevin Purrone, James Paul Sain, Robert Sibbing, Greg Steinke, Ed Tatom und David Vayo aufgeführt wurden.
Hoover ist auf dem Gebiet der Jazzmusik als Saxophonist und Bandleader aktiv. Seine Kompositionen Neuer Musik umfassen Werke für Einzelinstrumente, kammermusikalische Ensembles und sinfonische Besetzung. Beginnend mit The Colors of Music (1990) betätigt sich Hoover zudem auf dem Gebiet multimedialer Kunst, wobei er Malerei und Musik verbindet.

## Werke
- Dualism, Celloduett, 1980
- Echos für Flötenquartett, 1980
- Elegy for Afghanistan, elektroakustische Musik, 1980
- Change, Then... (Psalm 40) für gemischten Chor und Klavier, 1980
- Berceuse für Klavier und Kunstdruck. 1980
- Returning für Orchester, 1980
- Two Pieces for Horn and Piano, 1981
- The Lord's Prayer für Stimme und Klarinette, 1982
- Masque für Klarinette und Klavier, 1983
- Psalm 125 für gemischten Chor, 1983
- Fanfare für Bläser und Pauken, 1983
- Portraits of a City, 1983
- From Here to Infinity für Orchester, 1983
- The Obelisk für Orchester, 1983
- Ciao für Orchester, 1984
- Concerto for Chamber Orchestra, 1984
- Antique für Viola, 1984
- Crystal Unicorn für Saxophon oder Oboe, 1984
- Old Gally Mander für Flöte, Viola, Kontrabass und Erzähler, 1984
- Mosaic für Orgel und Cembalo, 1984
- Mirage, computergenerierte Komposition für Trompete und Tonband, 1984
- The Beatitudes für Stimme und Streichquartett, 1984
- Psalm 8 für Mezzosopran, Violine, Viola, Klarinette und Klavier, 1984
- Exaltation für gemischten Chor, Orgel und Pauken. 1984
- Monvments für dreistimmigen gemischten Chor, Flöte, Oboe, Klarinette und Tenorsaxophon, 1984
- The Elements für Bläserensemble, 1984
- Prometheus für Bläserensemble, 1984
- Totentanz für sinfonisches Blasorchester, 1984
- Credo für Viola und Klavier, 1985
- Three American Vignettes für Flöte, Viola und Kontrabass, 1985
- Essay, Konzert für Klarinette, Horn oder Cello und Orchester, 1985
- Fantasia für Altsaxophon und Band, 1985
- Strength für Bläserensemble, 1986
- Lion's Roar für Flöte, 1987
- Lincoln für gemischten Chor und Klavier (Text: Walt Whitman), 1987
- Spectrum für Trompete, 1988
- Evocation für Viola und Klavier, 1988
- Counterplanes I für Bläserquintett, 1988
- Counterplanes II für Klavier, 1988
- Chinese Songs, Liedzyklus für Stimme und Klavier (Text: Louie Crew), 1988
- Acts of Worship für gemischten Chor und Orgel, 1988
- Clap Your Hands! (Psalm 47) für gemischten Chor und Klavier, 1988
- Hush'd Be the Camps Today für gemischten Chor und Klavier (Text: Walt Whitman), 1988
- Two Renaissance Sonnets für dreistimmigen Frauenchor (Texte: John Constable, John Donne), 1988
- For Six für Flöte, Klarinette, Bassklarinette, Horn, Posaune und Perkussion, 1989
- Altar Panels für gemischten Chor, 1989
- Eclipse für Klarinettenchor, 1989
- Rare Birds für 15 Perkussionisten, 1989
- The Colors of Music für Tonband, sieben Gemälde und Tänzer, 1990
- Primitif für Flöte und Tonband, 1990
- Concerto for Percussion and Wind Symphony, 1990
- Festivals für Orchester, 1990
- Concerto for Percussion and Wind Symphony, 1990
- Dialogues für Klarinette und Fagott, 1991
- An American Toccata für Klavier un d Malerei, 1991
- Peacock Blue für Flöte und Malerei, 1992
- Ebony Dance, Klarinettenduett, 1992
- Arabia Deserta für Klarinette und zwei Perkussionisten, 1992
- French Blue für Viola und Malerei, 1993
- The Promise of Newness für Klavierquartett, 1993
- Will You Meet Me? für gemischten Chor, 1994
- Bring Light! für sinfonisches Bläserensemble, 1995
- Bring Light! für Bläserquintett oder -sextett, 1995
- New Gallery für Stimme und Klavier, 1995
- How to Compose a Love Song für Stimme und Klavier, 1996
- To Touch the Knee of God für sinfonisches Blasorchester, 1996
- Dreaming für Sopransaxophon oder Klarinette und Klavier, 1997
- Latin Steps für Solist und Klavier, 1997
- Five Mysteries für Sopransaxophon, Tonband und fünf Gemälde. 1997
- Five Mysteries für Sopransaxophon und Orchester mit Gemälden, 1997
- Five Mysteries für Saxophon und Tonband,  1997
- Latin Steps für Violine, Viola, Klarinette oder Altsaxophon und Orchester, 1997
- Legend of Magic für Klavier und Kunstdruck, 1998
- Chiaroscuro für Violine und Kunstdruck, 1998
- SouthWest für Sopransaxophon und Klavier, 1998
- Zenith für Bläserquintett,  1998
- Beyond the Speed of Angels' Light für Orgel und Cembalo, 1998
- Oaxaca für Tonband und Kunstdruck, 1998
- Epiphany Vigil at Gethsemane Abbey für Stimme und Klavier (Text: Marsha Dutton), 1998
- Image of Scandal für Orchester, 1998
- A House of Glass and Dreams für Klarinette, Violine, Cello, Klavier und Malerei,  1999
- Soul and Fire für Flöte, Klarinette, Stimme, Klavier und Malerei,  1999
- Tomorrow's Memory für gemischten Chor und Klavier, 1999
- Praying for Rain für Cello und Bläserensemble, 1999
- Praying for Rain für Cello und Bläserensemble. 1999
- Into the Night für Trompete und Flügelhorn, 2000
- Final Light für Klavier, 2000
- Fourth World für Perkussion und Klavier, 2001
- With Eagles' Wings für Klaviertrio, 2001
- Jerusalem für Klarinette und CD, 2001
- The Greatest Gift für Männerchor und Klavier, 2001
- Tapestry für sinfonisches Blasorchester, 2001
- Mountain of Smoke and Fire für Orchester, 2005